# Bernardo Vergara
Bernardo Vergara (Pamplona, 1966) es un historietista español. 

## Biografía
Comenzó su carrera en el mundo del cómic en los años 80, en el fanzine de Pamplona Hamelín, y posteriormente, junto con otros dibujantes de este fanzine, pasó a colaborar en TMEO. Con J. Resano y J.J.Chas participó en el primer álbum de la colección TMEO, publicado en 1992 por Ezten Kultur Taldea, El enemigo del mundo entero. A principios de los 90 colaboró también en revistas de Ediciones B como Mortadelo y Zipi y Zape. Posteriormente realizó algunos trabajos para agencias, así como para periódicos como Diario del Altoaragón, El Mundo, El País o Heraldo de Aragón. 
Tras trabajar en la revista Mala Impresión, en 1999 pasó a formar parte del equipo de colaboradores habituales de El Jueves, para el que creó al personaje de Urbano. Con José  Luis Ágreda realiza, para la misma publicación, la historieta inspirada en el mundo universitario Jaula Magna.  Para Míster K, la revista de Ediciones El Jueves dirigida al público infantil, Vergara creó, con EnriqueCarlos, la serie Harry Pórrez, parodia de Harry Potter, y una de las más destacadas de la revista.  También para El Jueves creó la serie Los Ilegales, una visión satírica de las dificultades de los inmigrantes ilegales en España.
Ha colaborado en varios fanzines y revistas de historietas como La Comictiva, Subterfuge, Amaníaco y ¡Dibus!, entre otros. 
Colaboró con el diario Público  desde su fundación en septiembre de 2007 hasta su cierre en febrero de 2012, Durante los primeros meses dibujó la tira costumbrista "Piso para cuatro" pero en seguida se hizo cargo de la viñeta de actualidad de la sección "en portada" en la página tres del periódico. En la actualidad publica chistes para eldiario.es.

### Abandono deEl Jueves
En junio de 2014, Vergara anunció su marcha de la revista después de que la editorial RBA no permitiera publicar una portada en la que se hacía referencia a la abdicación del rey de España, Juan Carlos I. La editorial, en un primer momento, negó haber recibido presiones de Zarzuela y adujo que el retraso en la salida de la revista (que llegó a los kioskos un día más tarde de lo habitual) y el cambio de portada se habían debido a problemas técnicos. Sin embargo, otras fuentes aseguraron que se habían llegado a imprimir 60 000 ejemplares en el momento en que se dio la orden de sustituir la portada. A Vergara le acompañaron en su marcha otros dibujantes de la revista, como Manel Fontdevila, Paco Alcázar y Albert Monteys. Junto a dichos dibujantes publicó el 18 de junio, el día anterior a la coronación de Felipe VI, un cómic digital especial para la ocasión llamado Orgullo y satisfacción que pasó a convertirse en publicación digital mensual en septiembre de 2014. En junio de 2014 la revista satírica mensual Mongolia anunció la incorporación de los citados dibujantes.

## Estilo
La huella de la escuela Bruguera es evidente en su obra, que se ha relacionado también con los clásicos del cómic francobelga, como Morris o Franquin.

## Obra
| Años    | Título                                                  | Tipo             | Publicación                                                             | Detalles                  |  |
| ------- | ------------------------------------------------------- | ---------------- | ----------------------------------------------------------------------- | ------------------------- |  |
| 1990    | Benjamín                                                | Serie            | Super Zipi y Zape (Ediciones B)                                         |                           |  |
| 1991    | Casa Paco                                               | Serie            | Mortadelo Extra (Ediciones B)                                           |                           |  |
| 1992    | El enemigo del mundo entero                             | Monografía       | Ezten Kultur Taldea                                                     | En colaboración           |  |
| 1998    | Karolino                                                | Serie            | Mala Impresión                                                          |                           |  |
| 1998    | Ficciones reales                                        | Serie            | Mala Impresión                                                          |                           |  |
| 1998    | Los Chapas                                              | Serie            | El Jueves                                                               | Con Ágreda como dibujante |  |
| 1999    | Ficciones reales                                        | Monografía       | Megamultimedia                                                          |                           |  |
| 1999    | Urbano                                                  | Serie            | El Jueves                                                               |                           |  |
| 1999    | Los retractilados                                       | Serie            | El País de las Tentaciones                                              |                           |  |
| 2001    | Manual de instrucciones para libros de instrucciones    |                  | Astiberri                                                               |                           |  |
| 2003    | Las alegres inconveniencias de Urbano. Mi colega invita | Monografía       | Astiberri. ISBN 84-95825-46-5                                           |                           |  |
| 2005    | Harry Pórrez y el misterio del Santo Grial              |                  | Los libros de Mister K, n.º 2. Ediciones El Jueves. ISBN 89-9741-563-9. |                           |  |
| 10/2008 | La historia del cómic de E. H. Gombrich                 | Historieta corta | "Dos veces breve" n.º 16                                                | Guion de Santiago García  |  |
| 2009    | Harry Pórrez y el as en la manga de Condemort           |                  | Ediciones El Jueves. ISBN 978-84-9741-593-4.                            |                           |  |
| 2009    | El mundo según Ptolomeo                                 |                  | Diábolo Ediciones                                                       | ISBN 978-84-937422-0-1.   |  |